# Artopoles
Artopoles är ett släkte av kräftdjur. Artopoles ingår i familjen klotkräftor.
Kladogram enligt Catalogue of Life:
| Artopoles | \| \| Artopoles capensis \| \| \| \| \| \| Artopoles natalis \| \| \| \| |
|           | \| \| Artopoles capensis \| \| \| \| \| \| Artopoles natalis \| \| \| \| |
|           | Artopoles capensis                                                       |
|           |                                                                          |
|           | Artopoles natalis                                                        |
|           |                                                                          |